# Pločice (Klina)
Pour les articles homonymes, voir Pločice.
Pllaqicë en albanais et Pločice en serbe latin (en serbe cyrillique : Плочице) est une localité du Kosovo située dans la commune/municipalité de Klinë/Klina et dans le district de Pejë/Peć. Selon le recensement kosovar de 2011, elle compte 716 habitants, tous albanais.
Selon le découpage administratif du Kosovo, la localité fait partie de la commune/municipalité de Malishevë/Mališevo, dans le district de Prizren. Le village est également connu sous le nom de Plloçicë.

## Démographie

### Évolution historique de la population dans la localité
| 1948 | 1953 | 1961 | 1971 | 1981 | 1991 | 2011 |
| ---- | ---- | ---- | ---- | ---- | ---- | ---- |
| 273  | 309  | 347  | 475  | 637  | 729  | 716  |

|  |